# مخلاف المعافر
مخلاف المعافر أحد المخاليف اليمنية القديمة التي كان معمول بها في تسمية تقاسيم المناطق اليمنية قبل سيطرة العثمانيين على اليمن عام 1538 واحتلال بريطانيا لعدن عام 1839  وهو ما يعرف اليوم بالحجرية في محافظة تعز .
والمعافر قبيلة يمنية قديمة يعود ذكرها إلى القرن السابع قبل الميلاد  سمي بهم مخلاف معافر في اليمن  ومنهم خلق كثير في مصر وينتمي لهم ملوك الدولة العامرية في الأندلس 

## خلفية
كانت اليمن تقسم إلى العديد من المخاليف وبعد سيطرة العثمانيين على اليمن قسموها إلى 4 ألوية يقسم اللواء إلى عدة أقضية ونواحي ، وتغيرت الألوية بعد العهد الجمهوري والوحدة إلى محافظات والنواحي إلى مديريات .